# Pimpinella euphratica
Pimpinella euphratica är en flockblommig växtart som beskrevs av René Gombault. Pimpinella euphratica ingår i släktet bockrötter, och familjen flockblommiga växter. Inga underarter finns listade i Catalogue of Life.